# Giulio Acquaviva d'Aragona
Giulio Acquaviva d'Aragona, italijanski rimskokatoliški duhovnik in kardinal, * 1546, Neapelj, † 21. julij 1574.

## Življenjepis
17. maja 1570 je bil povzdignjen v kardinala.